# El cebo
El cebo —cuyo título en alemán Es geschah am hellichten Tag es traducible como «Sucedió a plena luz del día»— es una película hispano–germano–suiza dirigida por Ladislao Vajda en 1958. En el guion colaboró el escritor Friedrich Dürrenmatt, quien ese mismo año escribió una novela sobre esa misma historia (La promesa), aunque cambiándole el final.
La película fue galardonada con el Premio San Jorge a la mejor película española, consiguiendo también los premios a Mejor Director Español, Mejor Guion Español y Mejor Fotografía en Película Española).
En el año 2001 Sean Penn dirigió otra adaptación de la novela de Dürrenmatt, titulada The Pledge.

## Argumento
En un pequeño pueblo suizo aparece asesinada una niña y la única pista es un dibujo de la pequeña. Las sospechas recaen sobre un vendedor ambulante que fue la persona que encontró el cadáver. El comisario Matthäi (interpretado por Heinz Rühmann) está a punto de jubilarse y deja el caso al cargo de su relevo, a pesar de que tiene dudas sobre la culpabilidad del vendedor ambulante que, incapaz de hacer frente a la acusación, se suicida en su celda. Cuando el comisario Mattäi está a punto de coger un avión, repara en pequeños detalles que han explicado los niños de la escuela donde iba la niña. Motivado por su celo profesional, aplaza su retiro y comienza a investigar por su cuenta.

## Reparto
- Heinz Rühmann - Inspector Matthäi
- Siegfried Lowitz - Tte. Heinzi
- Sigfrit Steiner - Det. Feller
- Michel Simon - Jacquier
- Heinrich Gretler - Comandante de policía
- Gert Fröbe - Schrott
- Berta Drews - Sra. Schrott
- Ewald Balser - Profesor Manz
- María Rosa Salgado - Sra. Heller
- Anita von Ow - Annemarie Heller
- Barbara Haller - Ursula Fehlmann
- Emil Hegetschweiler - Prefecto de policía